# Szum szary

Widmo szumu szarego

Szum szary (ang. grey noise) – rodzaj szumu akustycznego uwzględniającego psychoakustyczną krzywą jednakowego poziomu głośności (izofonę), dając słuchającemu wrażenie jednakowej głośności wszystkich częstotliwości zawartych w szumie. Nie należy go jednak mylić z szumem białym, którego widmo częstotliwościowe jest płaskie, lecz sam szum nie jest słyszalny przez człowieka jako równomiernie głośny.